# Nippononeta masudai
Nippononeta masudai là một loài nhện trong họ Linyphiidae.
Loài này thuộc chi Nippononeta. Nippononeta masudai được Hirotsugu Ono & Kendo Saito miêu tả năm 2001.